# Erik Møller (arkitekt)
 Der er flere personer med dette navn, se Erik Møller.
Erik Møller (født 7. november 1909 i Aarhus, død 24. marts 2002) var en dansk arkitekt, der er repræsenteret i Kulturkanonen med Aarhus Rådhus (sammen med Arne Jacobsen). Et andet af hans hovedværker er Industriens Hus på Rådhuspladsen i København.
Hans forældre var reservelæge, senere sygehuslæge i Usserød Aage Frederik Møller og Ida Bruun. Møller blev student fra Ordrup Gymnasium 1928, blev optaget på Kunstakademiets Arkitektskole i København 1928 og tog afgangseksamen 1935.
Møller var ansat hos Arne Jacobsen og havde siden egen tegnestue fra slutningen af 1930'erne.
Han indgik i partnerskab med Søren Larsen og kongelig bygningsinspektør Jens Fredslund fra 1984. Han var leder af Danske Arkitekters Landsforbunds konkurrenceudvalg 1952-54 og konservator for Det københavnske Kirkefond.
Erik Møller modtog gennem livet de højeste arkitekturpriser: De Bielkeske Legater 1933 og 1935, Akademiets rejsestipendium 1937, den lille guldmedalje 1937, Eckersberg Medaillen 1940 og C.F. Hansen Medaillen 1998, Zacharias Jacobsens legat 1946, Emil Bissens Legat 1949 og Træprisen 1975. Han rejste i Frankrig 1934, Italien og Sydfrankrig 1935 på Bielkes legater og for Akademiets stipendium i England 1937.
Han udstillede på Charlottenborg Forårsudstilling 1936-37, 1940-41, 1947, 1956, 1961-62, 1965 og 1967. Desuden på L'art danois contemporain, Musée de Lyon 1953, biennalen, São Paulo 1954, Bygge og bevare, Odense 1965 og Charlottenborg Efterårsudstilling 1975.
Erik Møller blev gift 26. april 1934 i København med Bodil Agnete Paludan (30. januar 1908 i Aalborg), datter af arkitekt, palæforvalter Hother August Paludan og Elisabeth Rode. Han døde i 2002.

## Værker
- Enfamiliehus, Ordruphøjvej 17, Ordrup (1935, sammen med Viggo Boesen, 1. præmie i Politikens konkurrence om enfamiliehuse)
- Paneler og inventar, Salle no. 8, Folkeforbundets bygning i Genève (1935, sammen med Orla Mølgaard-Nielsen)
- Aarhus Rådhus (1937-44, sammen med Arne Jacobsen, 1. præmie, fredet)
- Nyborg Folkebibliotek (1938-40, sammen med Flemming Lassen, tildelt Eckersberg Medaillen)
- Eget hus, Irisvej 5, Aarhus (1940)
- Adventskirken (Ungdommens Kirke), Vanløse (1942-44)
- Mosegårdsskolen, Gentofte (1943)
- Eget hus, Grants Allé 13, Hellerup (1943-44)
- Kontorbygning for Magasin du Nord, Åboulevarden, Aarhus (1944, sammen med Aage C. Nielsen)
- Sommerhus, Strandbakken 19, Vejby Strand (1950)
- Adventskirkens børnegård, Randbølvej, Vanløse (1956)
- Solbakkevej 50, Gentofte (præmieret 1956)
- Milestedet, Brøndby (1958)
- Tilbygning til Magasin du Nord, København (1959)
- Danmarks pavillon på verdensudstillingen i New York (1964)
- Kapel i Verdenskirkerådets hovedsæde, Genève (1965)
- Bella Center, Bellahøj, nu Grøndal MultiCenter, København (1965, ombygget 1975)
- Plejehjem, dagcenter og børneinstitution sammesteds (1977)
- Industriens Hus, Rådhuspladsen, København (1977-78)
- Boligbebyggelse, Wilders Plads, København (1978)
- Lindevangshjemmet, psykiatrisk plejehjem, Helsingør (1982)

### Projekter
- Sparekasse i Nyborg (1937, sammen med Flemming Lassen)
- Valby Idrætspark (1939, sammen med Peder Hagen, 3. præmie)
- Aarhus Idrætspark (1947, sammen med Flemming Lassen)

### Ombygninger og restaureringer, alle København
- Stephan à Porta, Kongens Nytorv 17 (1961)
- Gammel Strand 46 (1963)
- Kong Hans' Vingård, Vingårdstræde (1967)
- Nyhavn 18 (1972)
- Pistolstræde (1972)
- Boligbebyggelse i Rosengadekvarteret (1976-78)
- Rigensgade (1981-82)
- Pakhusene på Asiatisk Plads, Eigtveds Pakhus (1982)
- Gl. Dok Pakhus, Dansk Arkitektur Center (1985)

### Skriftlige arbejder
- Med blyant og pensel, 1988.
- Bogen om Aarhus Raadhus, 1991.